# Hajóbontók
A Hajóbontók (Ship Breaker) Paolo Bacigalupi 2010-ben megjelent ifjúsági sci-fi regénye. A könyv a Nemzeti Könyvdíj finalistája volt 2010-ben, és elnyerte a Michael L. Printz-díjra és a Locus-díjat ifjúsági regény kategóriában. A Hajóbontókat jelölték még Andre Norton-díjra is.
Magyarul az Ad Astra adta ki 2013-ban, Horváth Norbert fordításában.

## Cselekmény
A regény egy olyan jövőben játszódik, ahol bekövetkezett az olajválság. A Mexikói-öböl partján kisodródott hajókat bontanak fel a szegények, reménykedve, hogy találnak néhány teli üzemanyag-tartályt. A történet főszereplője egy Vézna nevű fiú, aki rézkábelek után kutat a roncsok között, ezeket eladva jut élelemhez, és egyik napról a másikra tengetheti életét. Egyszer a vihar egy luxushajót sodor partra, amelyben sok értékre lel, ám egy fiatal, dúsgazdag lányba is belefut, az egyedüli túlélőbe. Választania kell: vagy kifosztja a hajót, vagy megmenti a túlélőt, aki egy szebb jövőt ígérhet neki.

## Magyarul
- Hajóbontók; ford. Horváth Norbert; Ad Astra, Bp., 2013

## Külső hivatkozások
- A könyv az Ad Astra.hu-n.
- SF.mag kritikája a regényről.
- A regény a Moly.hu-n.